# Colpochila pallidula
Colpochila pallidula är en skalbaggsart som beskrevs av Britton 1986. Colpochila pallidula ingår i släktet Colpochila och familjen Melolonthidae. Inga underarter finns listade i Catalogue of Life.